# Jonathan Rabb
Jonathan Rabb (Boston, 28 april 1964) is een Amerikaans auteur van thrillers.
Rabb is een zoon van historicus Theodore K. Rabb. Hij woont met vrouw en kinderen in New York. Hij debuteerde in 1998 met The Overseer (in het Nederlands vertaald als De topman).